# Kent Falls State Park
Kent Falls State Park ist ein State Park auf dem Gebiet der New England town Kent, Connecticut. Er liegt in den Litchfield Hills, in den südlichen Berkshire Mountains. Die Kent Falls eine Folge von Wasserfällen am Falls Brook, einem Zufluss des Housatonic River. Die Kaskaden überwinden 76 Höhenmeter auf einer Strecke von etwa 400 m. Die größte Kaskade stürzt mehr als 21 m tief in ein Bassin, bevor das Wasser in die tiefer gelegenen Wasserfälle strömt. Das ist die wichtigste Sehenswürdigkeit des Parks. Darüber hinaus gibt es Möglichkeiten zum Wandern, Angeln und Picknicken. Eine nachgebaute Gedeckte Brücke ermöglicht Besuchern den Zugang zu den Wasserfällen.
Der State Park ist nach Osten mit dem Wyantenock State Forest verbunden. Etwa einen Kilometer weiter südlich gibt es einen Park, der in privater Hand ist: Kent Falls State Park, Leased to Sloane-Stanley Mu. (Sloane-Stanley war eine Eisenhütte, mit einer Bahnlinie, die auch durch den Park führt.)

## Verkehr
Die State Route No. 7 (Kent Cornwall Road) und die Dugan Road durchschneiden den Park. Der Appalachian Trail verläuft am Housatonic auf dem gegenüberliegenden Ufer, nordwestlich des Parks.

## Geschichte
Der indianische Name für die Wasserfälle ist Scatacook und es gibt Hinweise darauf, dass das Gebiet von Indianern als Zeltplatz und Fischgrund benutzt wurde. In der Kolonialzeit wurden die Wasserfälle zum Antrieb von Mühlen genutzt. Das Gebiet wurde 1919 unter Schutz gestellt, nachdem die White Memorial Foundation das Grundstück dem State of Connecticut zum Geschenk gemacht hatte.
Erschließungs- und Restaurierungsarbeiten wurden in den 1970er Jahren vom Youth Conservation Corps of America geleistet. 2006 wurden Besucherplattformen entlang des Wanderweges eingerichtet und an der Basis der Wasserfälle ein gepflasterter Zugang zu einem der Becken gebaut.